# وویمیلوویچی
وویمیلوویچی (به صربی: Vojmilovići) یک منطقهٔ مسکونی در صربستان است که در راشکا واقع شده‌است. وویمیلوویچی ۱۳۵ نفر جمعیت دارد.